# 奥津彦重
奥津 彦重（おくつ ひこしげ、1895年4月28日 - 1988年3月13日）は、日本のドイツ文学者。東北大学名誉教授。

## 略歴
滋賀県出身。1920年東京帝国大学文学部独文科卒。東北帝国大学法文学部助教授、東北大学教養部教授、1959年定年退官、名誉教授となった。主としてゲーテを研究した。

## 著書
- 『ゲーテ 序論』白水社 1935
- 『和独辞典』白水社 1959
- 『ゲーテ的存在の意義』三修社 1976
- 『次元律』奥津松枝 1990
- 『「久遠の女性」と「偉大な正午」 『ファウスト』と『ツァラトゥストラ』』東洋出版 1992

### 共著
- 『新独逸文法 読本兼用三部制』福田英男共著 南江堂 1948
- 『岩波独和辞典』小牧健夫・佐藤通次共著 岩波書店 1953
- 『ドイツ語変化の栞』福田英男共著 白水社 1955

### 翻訳
- アウグスト・メッセル『シペングレルの哲学 「西洋の没落」の紹介並びに批判』共立社 1926
- 『獨逸現代思潮』吹田順助共編 郁文堂書店 1926
- 『ゲーテ全集 第17巻 年代記録』関口存男共訳 大村書店 1926
- 『ゲーテ全集 第2巻 西東詩篇』大村書店 1926
- 『獨逸文學論集』編. 南山堂書店 1927
- 『シルレル小説集』独逸文学叢書 第12編 岩波書店 1927
- 『ゲーテ論集』小牧健夫共編 南江堂書店 1928
- ハウプトマン『ソアーナの異教徒 附・線路番テール』岩波文庫 1928
- 『ゲーテ論文集 第2』編 南江堂書店 1930
- 『ゲーテ論集』編 白水社 1936
- 『現代獨逸散文撰』全3卷 編 白水社 1936
- 『世界の危機』田中康一共編 白水社 1941
- ゲーテ『箴言と省察』宝文館 1947
- エッカーマン『ゲーテ全集 第59・60巻 ゲーテとの対話』丁字屋書店 1948-49、河出文庫（全4巻）1954-56
- ブルクハルト『世界史的考察』桜井書店 1948
- カールス『ゲーテ その一さう根本的なる理解のために』桜井書店 1948
- ワーグネル『未来の芸術作品』桜井書店 1948
- 『ゲーテ語録 正・続』 訳篇 日本教文社・世界文庫 1949
- ゲーテ『ヘルマンとドロテーア』 日本教文社・世界文庫 1949
- E.T.A.ホフマン『夜景集』第1・2部 「もだん・らいぶらりい」東西出版社 1949